# Грејс (Ајдахо)
Грејс (енгл. Grace) град је у америчкој савезној држави Ајдахо.

## Демографија
По попису из 2010. године број становника је 915, што је 75 (-7,6%) становника мање него 2000. године.
| Група             | 2000.       | 2010.       |
| Белци             | 932 (94,1%) | 864 (94,4%) |
| Афроамериканци    | 0 (0,0%)    | 1 (0,1%)    |
| Азијати           | 0 (0,0%)    | 1 (0,1%)    |
| Хиспаноамериканци | 49 (4,9%)   | 38 (4,2%)   |
| Укупно            | 990         | 915         |